# Fabio Farich
Pour les articles homonymes, voir Farich (homonymie).
Fabio Farich (en russe Фабио Брунович Фарих), né le 26 mai 1896 à Saint-Pétersbourg et mort le 2 juin 1985 à Moscou, est un aviateur soviétique.

## Biographie
Né à Saint-Pétersbourg le 26 mai 1896, il est le fils de Bruno Vasilyevich Farich et de Zhanetta Ivanovna Farich (née Gardner), originaire d'Angleterre. Ayant déménagé à Moscou, Bruno Farich achète une voiture, devient un automobiliste passionné et participe aux premières courses automobiles russes (souvent avec sa femme).
En 1918, Fabio Farich s'engage comme volontaire dans l'Armée rouge et est démobilisé fin 1921. En 1923, il entre dans la flotte aérienne civile en tant que mécanicien et travaille pendant cinq ans sur les routes aériennes d'Asie centrale. En 1928, il est diplômé de l'École de mécanique aéronautique de Moscou et transféré dans le nord. En 1928-1939, il prend part à de nombreuses missions dans l'Arctique. Il travaille comme pilote pour Aviaarktika. Le 9 février 1937, en pleine hiver, il réussit avec 7 hommes d'équipage, un vol épique : parti de Moscou sur un N-120, il suit l'axe transsibérien jusqu'à Iakoutsk, rejoint l'Anadyr où il affronte des froids de −50 à −60 °C et revient en faisant escale à l'île Wrangel puis aux stations arctiques de Tiksi, Nordvik, du cap Tcheliouskine, de l'île Dikson, Bely, Amderma et Arkhangelsk d'où il revient à Moscou qu'il atteint le 14 juin 1937.
En novembre 1939, au début de la guerre soviéto-finlandaise, il est enrôlé dans l'armée de l'air comme major et est instructeur de jeunes pilotes. Sur le bombardier TB-3, il effectue vingt missions de combat à l'arrière de l'armée finlandaise. Pendant la Grande Guerre patriotique, il est lieutenant-colonel, effectue dix-huit missions de combat dans les arrières de l'armée allemande et teste de nouveaux types d'avions. En 1944, il reçoit l'Ordre de la Guerre patriotique, 2e degré.
Dans les années d'après-guerre, il continue de travailler sur les routes aériennes de l'Arctique. Il vole dans le district autonome des Nenets, transportant du courrier, des marchandises et des passagers (une zone de pêche du district autonome des Nenets porte son nom - le village de Farikha). Le 1er juillet 1948, il est arrêté et condamné à 25 ans de camps de travaux forcés. Ce n'est que le 26 juillet 1956 qu'il est libéré, complètement réhabilité et réintégré dans le travail aéronautique.
En 1957, il quitte l'armée de l'air pour des raisons de santé. De 1962 à 1975, il travaille comme normalisateur puis comme gardien à l' usine Krasny Metalist. Il meurt à Moscou le 2 juin 1985 et est enterré au cimetière de Novodievitchi.